# Gare de La Cave
Gare de La Cave vasútállomás Franciaországban, Marsac-sur-l'Isle településen.

## Vasútvonalak
Az állomást az alábbi vasútvonalak érintik:
- Coutras-Tulle-vasútvonal

## Kapcsolódó állomások
A vasútállomáshoz az alábbi állomások vannak a legközelebb:
- Gare de Razac